# Oecetis ichtasurama
Oecetis ichtasurama är en nattsländeart som beskrevs av Schmid 1995. Oecetis ichtasurama ingår i släktet Oecetis och familjen långhornssländor. Inga underarter finns listade i Catalogue of Life.